# Zypern-Cup 2010
Der Zypern-Cup 2010 war die 3. Ausspielung des seit 2008 alljährlich ausgetragenen Frauenfußballturniers für Nationalmannschaften und fand vom 24. Februar bis 3. März 2010 wie zuvor an verschiedenen Spielorten in der Republik Zypern statt. Das Turnier wurde vom englischen, niederländischen und schottischen Verband organisiert. Titelverteidiger war die Mannschaft aus England, die im Finale gegen Kanada mit 3:1 gewann.
Spielorte waren das GSP-Stadion in Nikosia, das Ammochostos-Stadion und GSZ-Stadion in Larnaka.

## Modus
An dem Turnier nahmen acht Nationalmannschaften teil, aufgeteilt in den Gruppen A und B. Zuerst spielten die Teams in ihrer Gruppe jeder gegen jeden um die Platzierung. Dabei ist zunächst die beste Punktzahl, dann der direkte Vergleich und erst danach die Tordifferenz für die Platzierung entscheidend. Danach wurde wie folgt verfahren:
- Spiel um Platz 7: Die viertplatzierten Mannschaften der Gruppen A und B.
- Spiel um Platz 5: Die drittplatzierten Mannschaften der Gruppen A und B.
- Spiel um Platz 3: Die zweitplatzierten Mannschaften der Gruppen A und B.
- Endspiel: Die Sieger der Gruppen A und B spielen um den Turniersieg.

Stand es nach der regulären Spielzeit der Platzierungsspiele unentschieden, folgte keine Verlängerung, sondern direkt im Anschluss ein Elfmeterschießen.
Da die FIFA die Spiele als "Freundschaftsspiele" einstufte, durfte jede Mannschaft pro Spiel sechs Auswechslungen vornehmen.

## Das Turnier

### Gruppenphase

#### Gruppe A
| Pl. | Land        | Sp. | S | U | N | Tore    | Diff. | Punkte |
| --- | ----------- | --- | - | - | - | ------- | ----- | ------ |
| 1.  | Neuseeland  | 3   | 2 | 1 | 0 | 005:100 | +4    | 07     |
| 2.  | Niederlande | 3   | 1 | 2 | 0 | 006:300 | +3    | 05     |
| 3.  | Italien     | 3   | 1 | 1 | 1 | 003:200 | +1    | 04     |
| 4.  | Schottland  | 3   | 0 | 0 | 3 | 001:900 | −8    | 0      |

|                        |   |             |           |
| 24. Februar in Nikosia |   |             |           |
| Schottland             | – | Niederlande | 1:4 (1:2) |
| 24. Februar in Nikosia |   |             |           |
| Neuseeland             | – | Italien     | 1:0 (1:0) |
| 26. Februar in Larnaka |   |             |           |
| Italien                | – | Schottland  | 2:0 (0:0) |
| 26. Februar in Larnaka |   |             |           |
| Niederlande            | – | Neuseeland  | 1:1 (1:1) |
| 1. März in Larnaka     |   |             |           |
| Neuseeland             | – | Schottland  | 3:0 (3:0) |
| 1. März in Nikosia     |   |             |           |
| Italien                | – | Niederlande | 1:1 (1:0) |

#### Gruppe B
| Pl. | Land      | Sp. | S | U | N | Tore    | Diff. | Punkte |
| --- | --------- | --- | - | - | - | ------- | ----- | ------ |
| 1.  | Kanada    | 3   | 3 | 0 | 0 | 005:200 | +3    | 09     |
| 2.  | Schweiz   | 3   | 1 | 1 | 1 | 006:500 | +1    | 04     |
| 3.  | England   | 3   | 1 | 1 | 1 | 003:300 | ±0    | 04     |
| 4.  | Südafrika | 3   | 0 | 0 | 3 | 002:600 | −4    | 0      |

|                        |   |           |           |
| 24. Februar in Larnaka |   |           |           |
| England                | – | Südafrika | 1:0 (1:0) |
| 24. Februar in Larnaka |   |           |           |
| Kanada                 | – | Schweiz   | 2:1 (1:1) |
| 26. Februar in Nikosia |   |           |           |
| Schweiz                | – | Südafrika | 3:1 (2:1) |
| 27. Februar in Nikosia |   |           |           |
| England                | – | Kanada    | 0:1 (0:1) |
| 1. März in Larnaka     |   |           |           |
| Südafrika              | – | Kanada    | 1:2 (1:0) |
| 1. März in Nikosia     |   |           |           |
| England                | – | Schweiz   | 2:2 (0:1) |

### Platzierungsspiele
Spiel um Platz 7
|                    |   |            |           |
| 3. März in Larnaka |   |            |           |
| Südafrika          | – | Schottland | 1:2 (1:0) |

Spiel um Platz 5
|                    |   |         |           |
| 3. März in Nikosia |   |         |           |
| England            | – | Italien | 3:2 (1:0) |

Spiel um Platz 3
|                    |   |         |           |
| 3. März in Nikosia |   |         |           |
| Niederlande        | – | Schweiz | 4:0 (1:0) |

### Finale
| Neuseeland                            | Neuseeland | Kanada | Kanada |
| ------------------------------------- | --- | --- | ------ |
| Neuseeland                            | \| 3. März 2010 in Nikosia (GSP-Stadion) \| \| Ergebnis: 0:1 (0:0) \| \| Zuschauer: 200 \| \| Spielbericht \| | \| 3. März 2010 in Nikosia (GSP-Stadion) \| \| Ergebnis: 0:1 (0:0) \| \| Zuschauer: 200 \| \| Spielbericht \| | Kanada |
| Neuseeland                            | Jenny Bindon • Abby Erceg, Anna Green (75. Annalie Longo), Ali Riley, Rebecca Smith • Katie Hoyle (82. Emma Kete), Hayley Moorwood (82. Kristy Hill), Kirsty Yallop • Amber Hearn, Hannah Wall, Rosie White (75. Hannah Wilkinson) Cheftrainer: John Herdman ( England) | Karina LeBlanc • Candace Chapman, Carmelina Moscato, Marie-Ève Nault, Emily Zurrer • Diana Matheson, Kelly Parker, Rhian Wilkinson • Christina Julien (90. Sari Raber), Jodi-Ann Robinson (66. Desiree Scott), Christine Sinclair Cheftrainerin: Carolina Morace ( Italien) | Kanada |
| Neuseeland                            | 0:1 Diana Matheson (71.) | | Kanada |
| Neuseeland                            | Karina LeBlanc | | Kanada |
| 3. März 2010 in Nikosia (GSP-Stadion) | | |        |
| Ergebnis: 0:1 (0:0)                   | | |        |
| Zuschauer: 200                        | | |        |
| Spielbericht                          | | |        |